# Aspiorhynchus laticeps
Aspiorhynchus laticeps és una espècie de peix cipriniforme de la família dels ciprínids.

## Morfologia
- Els mascles poden assolir 61 cm de longitud total.[2][3]

## Alimentació
Menja peixos i insectes aquàtics.

## Hàbitat
És un peix d'aigua dolça i de clima temperat.

## Distribució geogràfica
Es troba a Àsia: riu Yarkant i llac Boston (Xinjiang, la Xina).